# Estrébœuf
Estrébœuf és un municipi francès situat al departament del Somme i a la regió dels Alts de França. L'any 2007 tenia 274 habitants.

## Demografia

### Població

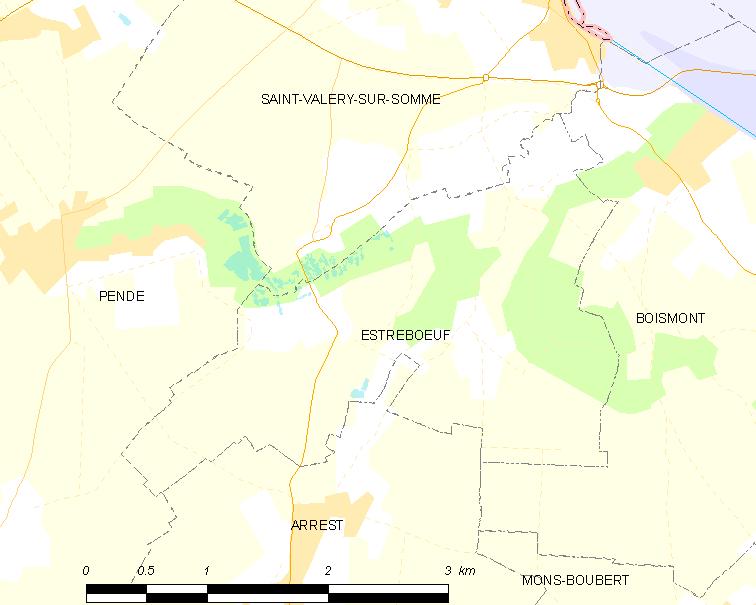

El 2007 la població de fet d'Estrébœuf era de 274 persones. Hi havia 94 famílies de les quals 16 eren unipersonals (8 homes vivint sols i 8 dones vivint soles), 29 parelles sense fills, 45 parelles amb fills i 4 famílies monoparentals amb fills.
La població ha evolucionat segons el següent gràfic:
Habitants censats

### Habitatges

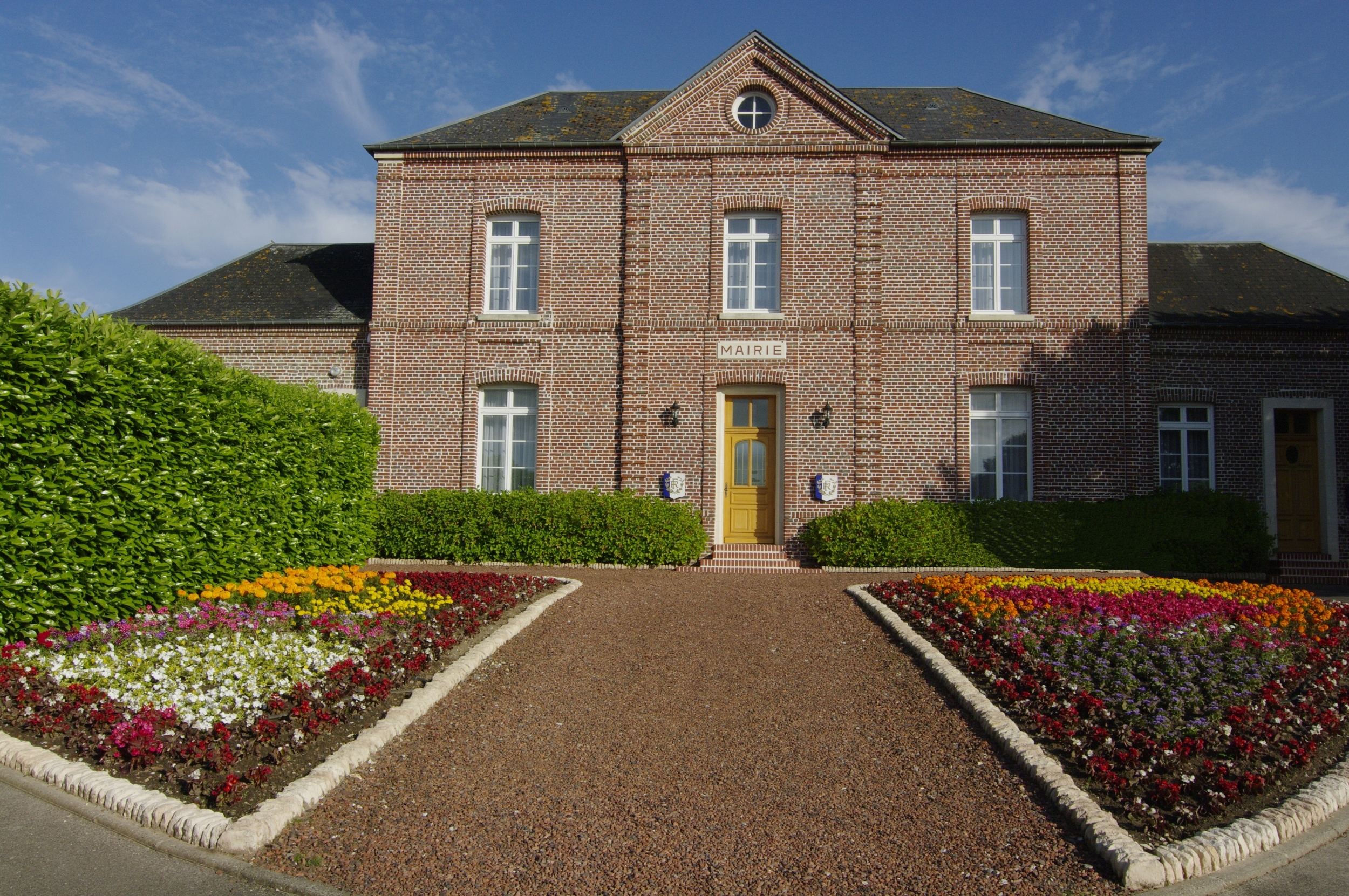

El 2007 hi havia 318 habitatges, 101 eren l'habitatge principal de la família, 210 eren segones residències i 7 estaven desocupats. Tots els 114 habitatges eren cases. Dels 101 habitatges principals, 83 estaven ocupats pels seus propietaris, 9 estaven llogats i ocupats pels llogaters i 9 estaven cedits a títol gratuït; 3 tenien dues cambres, 17 en tenien tres, 34 en tenien quatre i 47 en tenien cinc o més. 77 habitatges disposaven pel capbaix d'una plaça de pàrquing. A 41 habitatges hi havia un automòbil i a 48 n'hi havia dos o més.

### Piràmide de població
La piràmide de població per edats i sexe el 2009 era:
| Homes | Edats   | Dones |
| ----- | ------- | ----- |
| 0     | 95 o +  | 0     |
| 0     | 90 a 94 | 0     |
| 4     | 85 a 89 | 0     |
| 4     | 80 a 84 | 0     |
| 4     | 75 a 79 | 4     |
| 12    | 70 a 74 | 8     |
| 4     | 65 a 69 | 4     |
| 0     | 60 a 64 | 12    |
| 12    | 55 a 59 | 8     |
| 8     | 50 a 54 | 8     |
| 4     | 45 a 49 | 8     |
| 8     | 40 a 44 | 0     |
| 8     | 35 a 39 | 8     |
| 12    | 30 a 34 | 8     |
| 8     | 25 a 29 | 4     |
| 8     | 20 a 24 | 8     |
| 12    | 15 a 19 | 16    |
| 8     | 10 a 14 | 4     |
| 0     | 5 a 9   | 8     |
| 12    | 0 a 4   | 0     |

## Economia

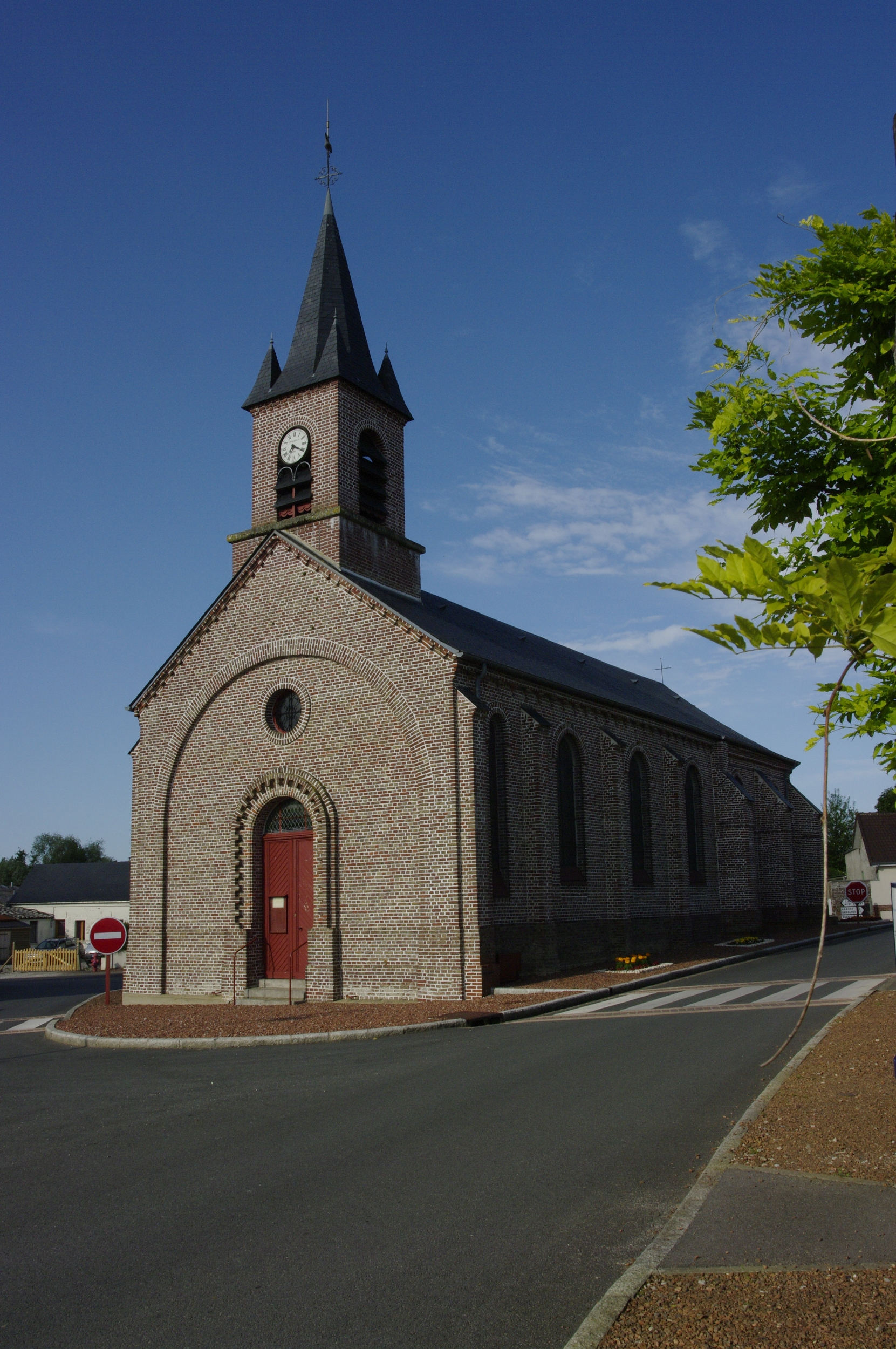

El 2007 la població en edat de treballar era de 187 persones, 134 eren actives i 53 eren inactives. De les 134 persones actives 120 estaven ocupades (68 homes i 52 dones) i 14 estaven aturades (7 homes i 7 dones). De les 53 persones inactives 18 estaven jubilades, 17 estaven estudiant i 18 estaven classificades com a «altres inactius».

### Ingressos
El 2009 a Estrébœuf hi havia 91 unitats fiscals que integraven 232,5 persones, la mediana anual d'ingressos fiscals per persona era de 17.821 €.

### Activitats econòmiques
Dels 7 establiments que hi havia el 2007, 1 era d'una empresa de fabricació d'altres productes industrials, 2 d'empreses de construcció, 1 d'una empresa de comerç i reparació d'automòbils i 3 d'empreses d'hostatgeria i restauració.
L'únic servei als particulars que hi havia el 2009 era un guixaire pintor.
L'any 2000 a Estrébœuf hi havia 7 explotacions agrícoles que ocupaven un total de 963 hectàrees.

## Poblacions més properes
El següent diagrama mostra les poblacions més properes.